# New York Life Insurance Building
El New York Life Insurance Building (también conocido como el Quebec Bank Building) es un edificio de oficinas en el centro de Montreal, la mayor ciudad de la provincia canadiense de Quebec. Se encuentra en la Place d'Armes en lo que ahora se conoce como Vieux-Montreal Fue erigido en 1887-1889. En el momento de su finalización, era el edificio comercial más alto de la ciudad con los primeros ocho pisos diseñados para oficinas, que rápidamente se llenaron de abogados y financieros. Cuando se completó la torre del reloj, el propietario llenó los pisos noveno y décimo con la biblioteca legal más grande de todo el país. El edificio está al lado de otra torre de oficinas histórica, el Aldred Building.

## Historia
El New York Life Insurance Building fue construido por los arquitectos Babb, Cook y Willard y el contratista Peter Lyall para New York Life Insurance Company como su oficina en Canadá. Costó 750.000 dólares canadienses. La piedra arenisca roja antigua utilizada en la construcción fue importada de Dumfriesshire, Escocia.

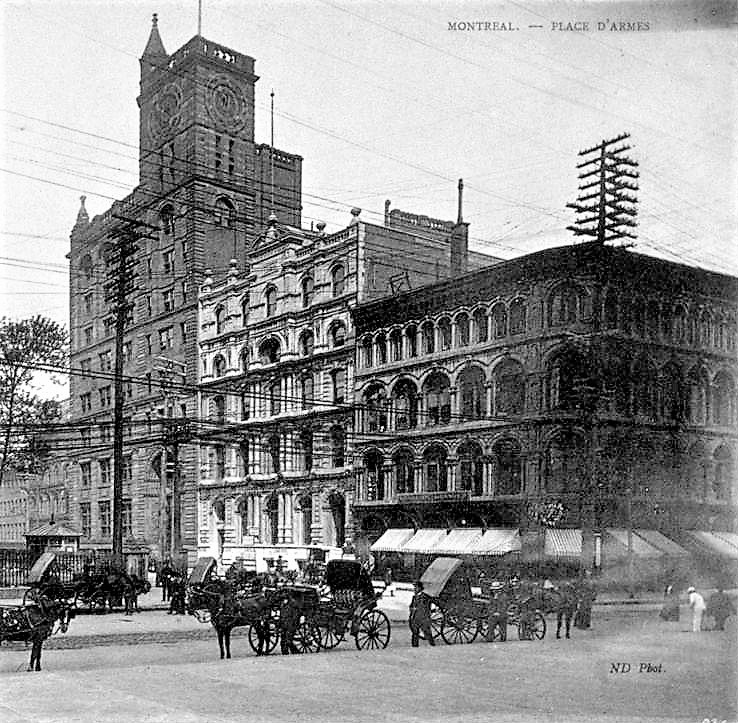
El edificio a principios de los años 1900.

New York Life eligió el sitio en Place d'Armes porque estaba cerca del centro comercial de Montreal. Antes de que comenzara la construcción, los equipos demolieron el Hotel Compain y otro edificio de dos pisos que ocupaba los lotes. El edificio apareció por primera vez en el mapa de seguros de 1890.
Quebec Bank compró el edificio en 1909 y ocupó la planta baja antes de ser absorbido por el Royal Bank of Canada en 1917. La estructura aún lleva el nombre del banco tallado en la entrada.
El edificio está cerca del metro de Place-d'Armes y se encuentra junto a otros lugares destacados de Montreal, como el Aldred Building (1931), el Bank of Montreal Building (1859/1901), el Hotel Place d'Armes, la Basílica Notre-Dame y 500 Place D'Armes.

## Arquitectura
El New York Life Building se inspiró en el Renacimiento italiano y los edificios de Nueva York y fue uno de los primeros edificios importantes de Montreal que no utilizó la piedra gris local, sino que utilizó piedra arenisca roja importada. La piedra requirió un corte que se realizó en el taller Lyall ubicado en Bishop Street. 

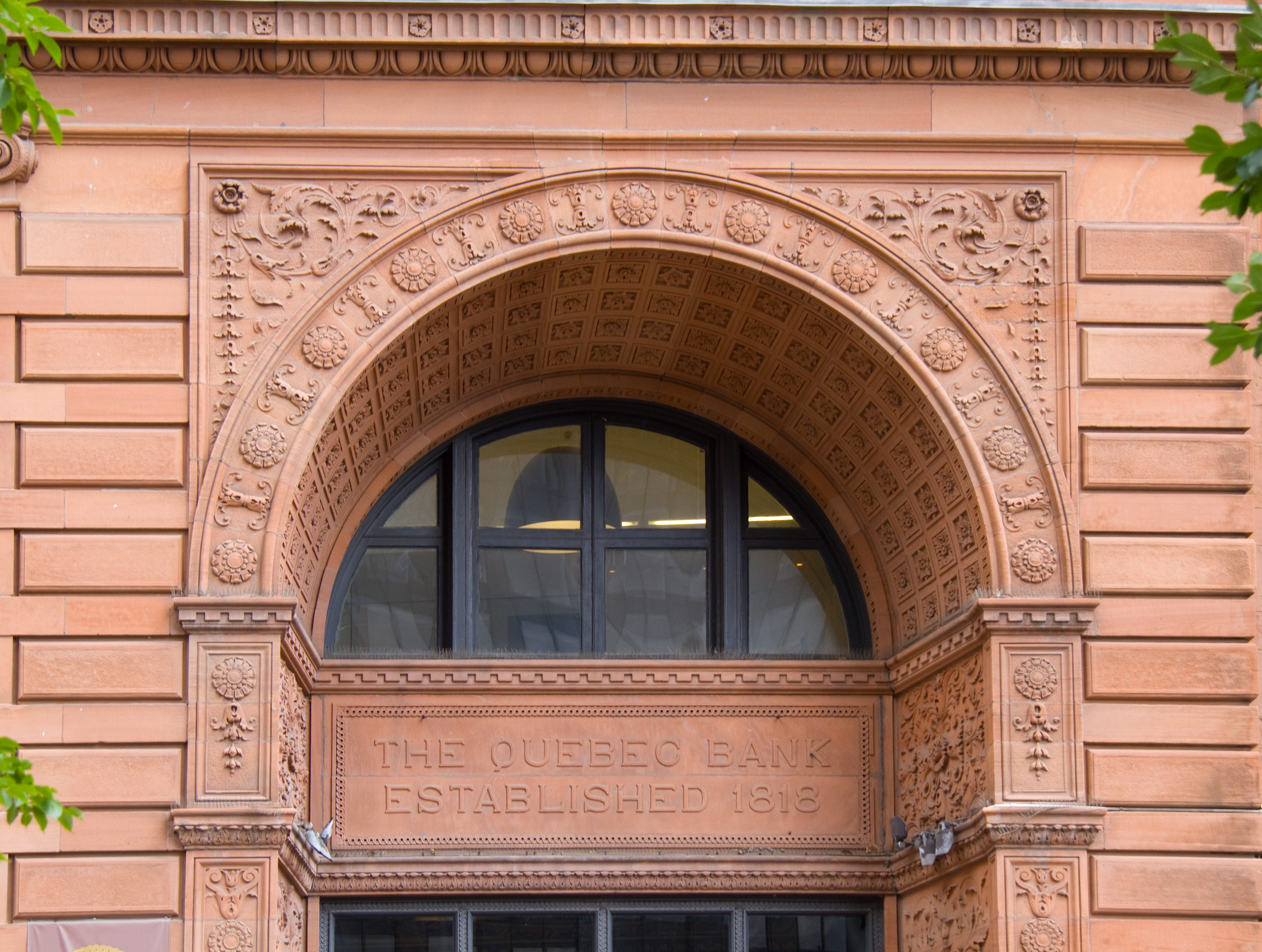
Nombre grabado en la entrada.

Tiene ocho pisos y una altura de 46,3 metros, incluida la torre del reloj. Tiene una forma cuasi-rectangular y un área de terreno de 705 m². El área total del piso incluyendo todos los pisos es de 6.890 m². Las paredes interiores en el pequeño vestíbulo y los pasillos están cubiertos de mármol.
Está ubicado en un lote de esquina y tiene una fachada en la Place D'Armes y en la rue Saint-Jacques. La dirección original era 13 Place d’Armes Hills, pero luego se cambió a su dirección actual 511 Place D’Armes.
Los propietarios modernizaron el tercer, cuarto y quinto piso en 1952 y renovaron el sótano en 1970. En 1971, agregaron escaleras entre el quinto piso y el techo. Los propietarios posteriores completaron más renovaciones en la década de 1980 y emprendieron un proyecto de restauración adicional entre 2006 y 2007 que incluyó la adición de dos áticos residenciales. Uno de ellos lo ocupa el actual propietario del edificio.